# Jules de Villenfagne de Vogelsanck
Jules Henri Jean Vincent baron de Villenfagne de Vogelsanck (Luik, 21 december 1827 – Zolder, 22 maart 1904) was een Belgisch edelman en politicus. Hij was van 1871 tot aan zijn dood burgemeester van Zolder, dat tegenwoordig een deelgemeente is van Heusden-Zolder.

## Afkomst
Jules de Villenfagne de Vogelsanck was een telg uit het oude geslacht De Villenfagne dat reeds op het einde van de 17e eeuw door koning Karel II van Spanje in de adelstand werd verheven met de erfelijke titel baron en barones voor alle nakomelingen. In 1785 verkreeg de oudste telg van de familietak De Villenfagne de Vogelsanck van keizer Jozef II de titel baron van het Heilige Roomse Rijk der Duitse Natie.
Hij was de tweede zoon van Louis Ignace II de Villenfagne de Vogelsanck (1798-1875) en Thérèse Henriette Pelsser de Lichtenberg (1793-1873). Na hem werden nog twee zonen geboren: Charles Philippe en Joseph Marie.

## Carrière
Zijn oudste broer Jean Louis stierf op de leeftijd van twaalf jaar waardoor Jules de erftiteldrager van het geslacht De Villenfagne de Vogelsanck werd.
In tegenstelling tot zijn vader, die zich steeds politiek afzijdig had gehouden, ging Jules wel in de politiek. 
In 1870 werd de fanfare van Zolder gesticht onder de naam ‘De Ware Vrienden’. Zoals toen de gewoonte was, werd de baron aangesproken om financiële steun. Hij kocht instrumenten en vaandel, en werd de 1ste voorzitter.
Reeds in 1871, vier jaar voor de dood van zijn vader, werd hij burgemeester van Zolder. Gedurende de 33 jaar dat hij het ambt waarnam, gaf hij een grote impuls aan de uitbouw van het lager onderwijs in de gemeente. Hij betaalde mee aan de bouw van de Sint-Jobkerk in het gehucht Bolderberg. De kerk werd op 6 mei 1878 ingewijd door hulpbisschop Victor-Joseph Doutreloux die op het kasteel Vogelsanck overnachtte. In 1889-1890 werden aan de Sint-Hubertus en Vincentiuskerk in het centrum twee zijbeuken bijgebouwd in neogotische stijl en ontstond een driebeukige hallenkerk. Architect was Joris Helleputte.
Hij zetelde eveneens in de Limburgse provincieraad.

## Huwelijk en opvolging
Jules de Villenfagne de Vogelsanck trouwde op 26 oktober 1854 te Bilzen met Camille de Preston (1835-1903), het negende en jongste kind van de op het kasteel van Schoonbeek residerende graaf Edouard de Preston (1783-1884), zelf telg uit een oud Iers adellijk geslacht, en Carolina de Wittenbach (1801-1836). Het huwelijk bleef kinderloos waardoor Leon, de enige zoon van zijn oom Alphonse, erftiteldrager werd. Hij volgde hem na diens dood eveneens op als burgemeester.

## Kasteel Vogelsanck
Onder impuls van de barones werd het kasteel in neotudorstijl verbouwd. Het kasteelpark werd omgevormd in een Engelse tuin met vele waterpartijen. Het koppel was erg kunstminnend. Verscheidene bekende beeldhouwers en letterkundigen, onder wie Guido Gezelle, troffen elkaar regelmatig op het kasteel.